# New Bedford (Massachusetts)
New Bedford é uma cidade estadunidense localizada no estado de Massachusetts, no Condado de Bristol. Fica a cerca de 82 quilômetros de Boston, a 45 quilômetros de Providence, e a 19 quilômetros de Fall River.
A sua área é de 62,2 km2, dos quais 10,1 km2 estão cobertos por água. Sua população é de 93.768 habitantes, e sua densidade populacional é de 1 799 hab/km², segundo o censo de 2000. A cidade de New Bedford tem uma população significativa de imigrantes portugueses, cerca de 40% da população residente afirma ter ascendência portuguesa.
A cidade foi fundada em 1652, e incorporada em 1787.

## História
Antes do século XVII os Wampanoags, que tinham assentamentos em todo sudeste de Massachusetts e Rhode Island, incluindo Martha Vineyard e Nantucket, eram os únicos habitantes das terras ao longo do rio Acushnet. Sua população acredita-se ter sido de cerca de 12.000. Enquanto explora New England, Bartolomeu Gosnold desembarcou na ilha de Cuttyhunk em 15 de maio, 1602. De lá, ele explorou Cape Cod e as áreas vizinhas, incluindo a atual New Bedford. No entanto, ao invés de estabelecer a área, ele retornou à Inglaterra a pedido de sua tripulação.
Os europeus se estabeleceram New Bedford em 1652. Colonos de Plymouth Colony compraram a terra de Massasoit chefe da tribo Wampanoag. Se a transferência de terras foi legitimamente feito tem sido objeto de intensa controvérsia. Como outras tribos nativas, os Wampanoags não compartilhar conceitos de propriedade privada dos colonos. A tribo pode ter acreditado que eles estavam a concessão de direitos de uso da terra, e não abandoná-lo permanentemente.
Os colonos usado o terreno para construir a cidade colonial da antiga Dartmouth (que abrangeu não só Dartmouth atual, mas também atual New Bedford, Acushnet, Fairhaven, e Westport). A seção de Old Dartmouth perto da margem oeste do rio Acushnet, originalmente chamado Bedford Village, foi oficialmente incorporado como a cidade de New Bedford em 1787. O nome foi sugerido pela família Russell, que eram cidadãos proeminentes da comunidade. Ele vem do fato de que os duques de Bedford, uma casa aristocrática Inglês líder, também tinha o sobrenome Russell. (Bedford, Massachusetts já havia sido incorporada por 1787, daí "New" Bedford.)
O final do século XVIII foi um período de crescimento para a cidade. Primeiro jornal de New Bedford, A Medley (também conhecido como New Bedford Marinha Oficial), surgiu em 1792. A 12 de junho de 1792, a cidade criou o seu primeiro posto com William Tobey como seu primeiro postmaster. A construção de uma ponte (originalmente uma ponte de pedágio) entre New Bedford e Fairhaven atual em 1796 também impulsionou o crescimento. (Fairhaven separado do New Bedford em 1812, formando uma cidade independente, que incluiu tanto Fairhaven atual e Acushnet atual.) A cidade de New Bedford tornou-se oficialmente uma cidade em 1847, Abraham Hathaway Howland foi eleito seu primeiro prefeito. Aproximadamente ao mesmo tempo, New Bedford começou a suplantar Nantucket como porto baleeiro preeminente da nação, graças ao seu porto mais profundo ea localização no continente. Whaling dominaram a economia da cidade durante grande parte do século.

## Geografia
New Bedford está localizada em 41 ° 39'06 "N 70 ° 56'01" W (41,651803, -70,933705). De acordo com o United States Census Bureau, a cidade tem uma área total de 62,5 km2. Da área total, 51,8 km2 é terra e 10,7 km2, ou 17,13%, é água. New Bedford é uma cidade costeira, um porto marítimo, limitado ao oeste pelo Dartmouth, a norte pela Freetown, a leste pela Acushnet e Fairhaven, e ao sul pelo Buzzards Bay. Da fronteira norte de New Bedford com Freetown para a costa Buzzards Bay no ponto de Clark a distância é de aproximadamente 23 km. Através de New Bedford leste a oeste está a uma distância de cerca de 3,2 km. O ponto mais alto da cidade é uma colina sem nome atravessada pela Interstate 195 e Hathaway estrada a oeste do centro da cidade, com uma altitude superior a 55 m acima do nível do mar.
New Bedford Harbor, um corpo de água compartilhado com Fairhaven, é na verdade o estuário do rio Acushnet onde ele deságua Buzzards Bay. O rio deságua na baía além do ponto de Clark, o ponto mais ao sul da cidade. A oeste do ponto de Clark é de Clark Cove, que se estende em direção à terra de aproximadamente uma hora e meia milha da baía. Apenas o sul da ilha de Palmer, começando perto de Fort Phoenix em Fairhaven, encontra-se uma barreira de dois quilômetros de extensão furacão, construído na década de 1960 para proteger o porto interior, onde as âncoras da frota de pesca. Junto com a Ilha de Palmer, a cidade também reivindica Fish Island e Ilha do Papa. Entre essas duas ilhas reside uma das três secções, a secção central, da Ponte Nova Bedford-Fairhaven. O vão central, uma ponte de balanço, liga as duas ilhas, bem como permitindo que barcos e navios de passagem para o porto superior. Duas pontes convencionais conectar cada uma das ilhas para o continente mais próximo, Fish Island para New Bedford e Ilha do Papa a Fairhaven. Além do porto, há vários pequenos riachos e lagoas dentro dos limites da cidade.
Existem vários parques e playgrounds localizados em toda a cidade, sendo a maior Brooklawn Park, no extremo norte, Fort Taber Park (também conhecido como Fort Rodman, o nome de outro forte construído lá) no ponto de Clark, e Buttonwood Park, diretamente ao oeste do centro da cidade, perto da linha da cidade Dartmouth. Buttonwood Park é também o local de uma lagoa que alimenta Buttonwood Brook, eo Zoo Buttonwood. Na parte noroeste da cidade, estendendo-se em Dartmouth, encontra-se a Acushnet Cedar Swamp Reserva do Estado.

## Festividades
- Festas do Santíssimo Sacramento - criadas em Agosto de 1914 por 4 emigrantes portugueses da Madeira em homenagem ao salvamento das suas vidas na sua viagem de barco para os EUA.[2]

## Educação
As Escolas Públicas de New Bedford gerem as escolas públicas.

## Equipamentos
- Museu da Baleia de New Bedford